# スターギャラクシー
『スターギャラクシー』（STAR GALAXY）は、かつてスクウェア・エニックスが提供していたオンラインゲームである。

## 概要
宇宙を舞台としたシミュレーションRPG。
2015年12月15日14:00を以てサービスを終了した。